# Saint-Laon
Saint-Laon est une commune du Centre-Ouest de la France, située dans le département de la Vienne (région Nouvelle-Aquitaine).

## Géographie

### Climat
Pour des articles plus généraux, voir Climat de la Nouvelle-Aquitaine et Climat de la Vienne.
Historiquement, la commune est exposée à un climat océanique du nord-ouest.  
En 2020, Météo-France publie une typologie des climats de la France métropolitaine dans laquelle la commune est exposée à un climat océanique altéré et est dans la région climatique Moyenne vallée de la Loire, caractérisée par une bonne insolation (1 850 h/an) et un été peu pluvieux.
Pour la période 1971-2000, la température annuelle moyenne est de 12,3 °C, avec une amplitude thermique annuelle de 15 °C. Le cumul annuel moyen de précipitations est de 603 mm, avec 10,4 jours de précipitations en janvier et 6,4 jours en juillet. Pour la période 1991-2020, la température moyenne annuelle observée sur la station météorologique la plus proche, située sur la commune de Loudun à 8,31 km à vol d'oiseau, est de 0,0 °C et le cumul annuel moyen de précipitations est de 0,0 mm,. Pour l'avenir, les paramètres climatiques de la commune estimés pour 2050 selon différents scénarios d’émission de gaz à effet de serre sont consultables sur un site dédié publié par Météo-France en novembre 2022.

### Communes limitrophes
| Ranton                          | Glénouze   | Mouterre-Silly |
| Pas-de-Jeu (Deux-Sèvres)        | Saint-Laon | Arçay          |
| Plaine-et-Vallées (Deux-Sèvres) |            |                |

## Urbanisme

### Typologie
Au 1er janvier 2024, Saint-Laon est catégorisée commune rurale à habitat dispersé, selon la nouvelle grille communale de densité à sept niveaux définie par l'Insee en 2022.
Elle est située hors unité urbaine. Par ailleurs la commune fait partie de l'aire d'attraction de Loudun, dont elle est une commune de la couronne,. Cette aire, qui regroupe 25 communes, est catégorisée dans les aires de moins de 50 000 habitants,.

### Occupation des sols
L'occupation des sols de la commune, telle qu'elle ressort de la base de données européenne d’occupation biophysique des sols Corine Land Cover (CLC), est marquée par l'importance des territoires agricoles (91,7 % en 2018), une proportion sensiblement équivalente à celle de 1990 (91,8 %). La répartition détaillée en 2018 est la suivante : 
terres arables (62,9 %), zones agricoles hétérogènes (26,7 %), forêts (4,9 %), zones urbanisées (3,3 %), prairies (2,1 %). L'évolution de l’occupation des sols de la commune et de ses infrastructures peut être observée sur les différentes représentations cartographiques du territoire : la carte de Cassini (XVIIIe siècle), la carte d'état-major (1820-1866) et les cartes ou photos aériennes de l'IGN pour la période actuelle (1950 à aujourd'hui).

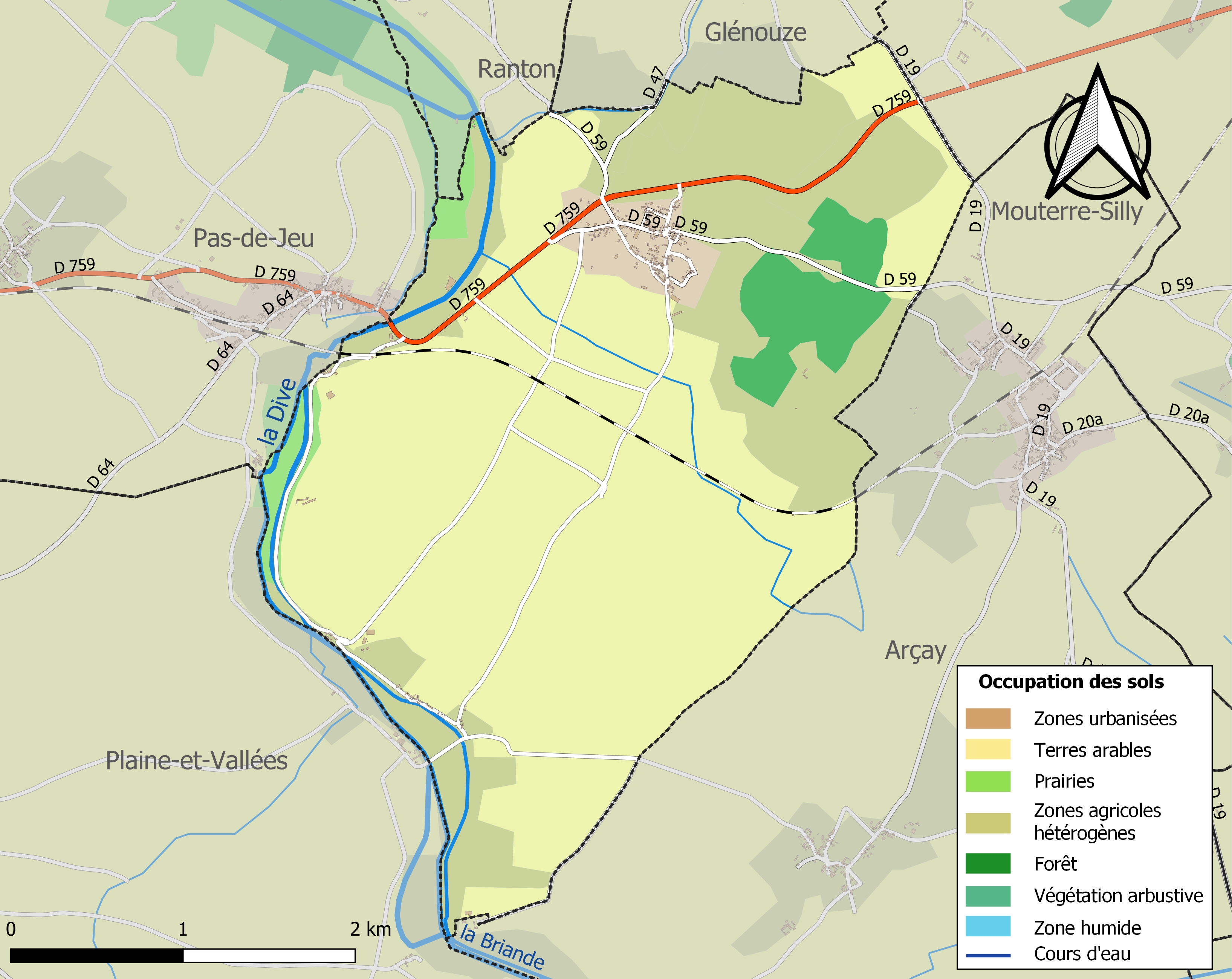
Carte des infrastructures et de l'occupation des sols de la commune en 2018 (CLC).

### Risques majeurs
Le territoire de la commune de Saint-Laon est vulnérable à différents aléas naturels : météorologiques (tempête, orage, neige, grand froid, canicule ou sécheresse), inondations, mouvements de terrains et séisme (sismicité modérée). Il est également exposé à un risque technologique, le transport de matières dangereuses. Un site publié par le BRGM permet d'évaluer simplement et rapidement les risques d'un bien localisé soit par son adresse soit par le numéro de sa parcelle.

#### Risques naturels
Certaines parties du territoire communal sont susceptibles d’être affectées par le risque d’inondation par débordement de cours d'eau, notamment la Dive, la Briande et le canal de la Dive. La commune a été reconnue en état de catastrophe naturelle au titre des dommages causés par les inondations et coulées de boue survenues en 1982, 1999, 2010 et 2013,.

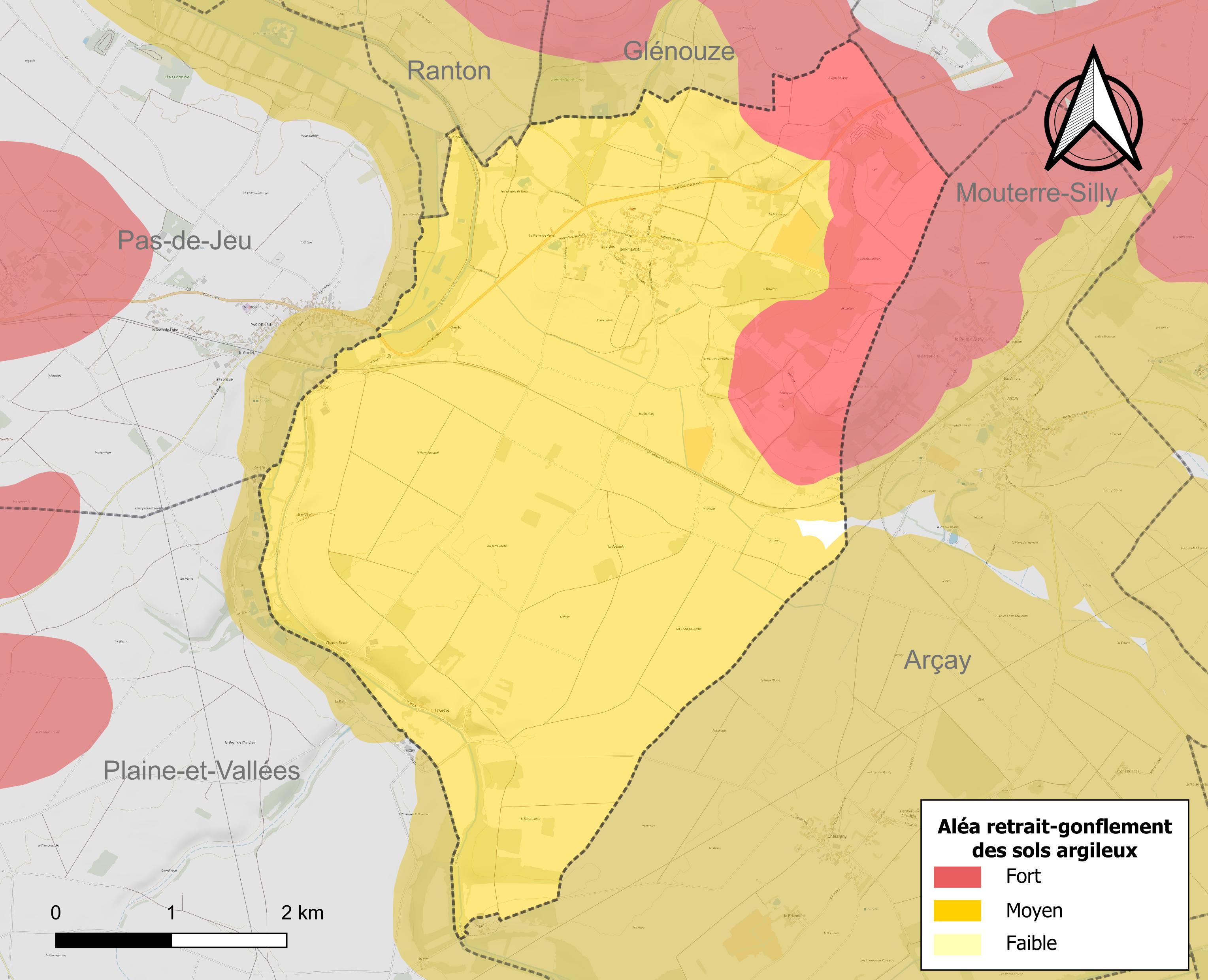
Carte des zones d'aléa retrait-gonflement des sols argileux de Saint-Laon.

Les mouvements de terrains susceptibles de se produire sur la commune sont des tassements différentiels. Le retrait-gonflement des sols argileux est susceptible d'engendrer des dommages importants aux bâtiments en cas d’alternance de périodes de sécheresse et de pluie. 99,8 % de la superficie communale est en aléa moyen ou fort (79,5 % au niveau départemental et 48,5 % au niveau national). Depuis le 1er octobre 2020, en application de la loi ÉLAN, différentes contraintes s'imposent aux vendeurs, maîtres d'ouvrages ou constructeurs de biens situés dans une zone classée en aléa moyen ou fort,.
La commune a été reconnue en état de catastrophe naturelle au titre des dommages causés par la sécheresse en 2005 et 2017 et par des mouvements de terrain en 1999 et 2010.

## Politique et administration

### Liste des maires
| Période      | Période      | Identité             | Étiquette | Qualité |
| ------------ | ------------ | -------------------- | --------- | ------- |
| mars 2001    | mars 2008    | Jacques Guilbot      |           |         |
| mars 2008    | juillet 2020 | Lydia Poirault       |           |         |
| juillet 2020 |              | Jean-François Martin |           |         |

### Instances judiciaires et administratives
La commune relève du tribunal d'instance de Poitiers, du tribunal de grande instance de Poitiers, de la cour d'appel de Poitiers, du tribunal pour enfants de Poitiers, du conseil de prud'hommes de Poitiers, du tribunal de commerce de Poitiers, du tribunal administratif de Poitiers et de la cour administrative d'appel  de  Bordeaux, du tribunal des pensions de Poitiers, du tribunal des affaires de la Sécurité sociale de la Vienne, de la cour d’assises de la Vienne.

## Démographie
L'évolution du nombre d'habitants est connue à travers les recensements de la population effectués dans la commune depuis 1793. Pour les communes de moins de 10 000 habitants, une enquête de recensement portant sur toute la population est réalisée tous les cinq ans, les populations de référence des années intermédiaires étant quant à elles estimées par interpolation ou extrapolation. Pour la commune, le premier recensement exhaustif entrant dans le cadre du nouveau dispositif a été réalisé en 2007.

En 2022, la commune comptait 136 habitants, en évolution de +7,09 % par rapport à 2016 (Vienne : +0,6 %, France hors Mayotte : +2,11 %).
| 1793 | 1800 | 1806 | 1821 | 1831 | 1836 | 1841 | 1846 | 1851 |
| ---- | ---- | ---- | ---- | ---- | ---- | ---- | ---- | ---- |
| 200  | 99   | 182  | 180  | 189  | 238  | 237  | 240  | 232  |

| 1856 | 1861 | 1866 | 1872 | 1876 | 1881 | 1886 | 1891 | 1896 |
| ---- | ---- | ---- | ---- | ---- | ---- | ---- | ---- | ---- |
| 229  | 273  | 227  | 205  | 228  | 244  | 248  | 265  | 257  |

| 1901 | 1906 | 1911 | 1921 | 1926 | 1931 | 1936 | 1946 | 1954 |
| ---- | ---- | ---- | ---- | ---- | ---- | ---- | ---- | ---- |
| 233  | 254  | 235  | 213  | 226  | 223  | 212  | 248  | 227  |

| 1962 | 1968 | 1975 | 1982 | 1990 | 1999 | 2006 | 2007 | 2012 |
| ---- | ---- | ---- | ---- | ---- | ---- | ---- | ---- | ---- |
| 232  | 193  | 155  | 163  | 148  | 141  | 128  | 126  | 128  |

| 2017 | 2022 | - | - | - | - | - | - | - |
| ---- | ---- | - | - | - | - | - | - | - |
| 126  | 136  | - | - | - | - | - | - | - |

En 2008, la densité de population de la commune était de 11 hab./km2, 61 hab./km2 pour le département, 68 hab./km2 pour la région Poitou-Charentes et 115 hab./km2.

## Économie
Selon la direction régionale de l'Alimentation, de l'Agriculture et de la Forêt de Poitou-Charentes, il n'y a plus que 10 exploitations agricoles en 2010 contre 15 en 2000.
Les surfaces agricoles utilisées ont diminué et sont passées de 800 hectares en 2000 à 703 hectares en 2010. 60 % sont destinées à la culture des céréales (blé tendre essentiellement mais aussi orges et maïs), 14 % pour les oléagineux (tournesol), 13 % pour le fourrage et 4 % restent en herbe. En 2000, 2 hectares (1 hectare en 2010) étaient consacrés à la vigne.
4 exploitations en 2010 comme en 2000 abritent un élevage de bovins (217 têtes en 2010 contre 179 têtes en 2000). Les élevages d'ovins et de volailles ont disparu au cours de cette décennie. La disparition des élevage de moutons est conforme à la tendance globale du département de la Vienne. En effet, le troupeau d’ovins, exclusivement destiné à la production de viande, a diminué de 43,7 % de 1990 à 2007.

## Culture locale et patrimoine

### Lieux et monuments
- Le dolmen de Chantebrault ou Grande Pierre Levée est classé comme monument historique depuis 1956. Il est situé en milieu de plaine. Six ou sept orthostrates, en partie enfouis, portent toujours leur couverture longue de 12 m à une hauteur de 1,6 m à 1,8 m. Il s'étend du nord au sud et cette longue table brisée évoque La Petite Pierre Levée, toute proche, mais dont il ne subsiste que des ruines. Ce site a relevé des vestiges archéologiques très significatifs : des fragments de vases campaniformes décorés à la molette, des restes humains accompagnés de deux pendeloques en ardoise, des pointes de flèches, une perle faite d'un ruban de tôle de cuivre ainsi que de nombreux silex taillés.
- Le dolmen de la Petite Pierre Levée est classé comme monument historique depuis 1957.
- Le dolmen Pierre de Verre est classé comme monument historique depuis 1957. C'est plutôt une allée couverte dont le nom peut varier : Pierre de Verre ou Pierre de Verts ou de Verne. Elle est en partie enfouie. Elle comporte encore presque intact sa table de trois mètres de long et orienté. Les piliers la portent à 1,3 m. L'entrée  semble se trouver du côté est, suggérant une communication entre les chambres funéraires et l'extérieur. Cet ensemble est composé, comme les autres mégalithes de la commune (10) de blocs de grès alors que le sous-sol local est en substrat argilo-calcaire. L'approvisionnement en pierre venait donc d'un autre lieu éloigné. Ce lieu-dit est signalé sur la route D 759. Sur les dix mégalithes situés sur le territoire de la commune de Saint-Laon, neuf sont de plan allongé et un est circulaire.
- L’église Saint-Laon : elle aurait été bâtie vers le XIIe siècle bien que la nef semble antérieure à cette date. Elle est dédiée à saint Laon ou saint Lô, évêque de Coutances. L'église aurait abrité une relique du saint : un bras momifié.
- Le château dont les soubassements sont constitués en grande partie d’ammonites fossilisées.
- Quelques maisons du village datent des XVe siècle, XVIIe siècle et XVIIIe siècle. Ce sont de beaux exemples du bâti traditionnel local.
- La confluence Dive-Briande : quelque peu en aval de Pas-de-Jeu à la Grève.
- La butte de Marcoux : cette butte en terre calcaire, a servi très tôt de carrière pour les hommes du Néolithique qui édifièrent dolmens et allées couvertes. Doté de quelques sources et d’un belvédère naturel sur la région, ce lieu fut vénéré par différentes peuplades.
- Le canal de la Dive a été creusé au XVIIIe siècle. La commune de Saint-Laon a, autrefois, abrité un port. Les marchands descendaient la Dive afin de vendre leur production. Ils utilisaient des bateaux typiques, construits spécialement pour la navigation sur le canal. Un exemple de bateau a été restauré par un particulier. Il est possible de le voir près du pont ancien, situé à l’entrée de Pas-de-Jeu.
- L’écluse de Lucinge est un ouvrage d’art en sommeil depuis l’abandon du trafic au début du XXe siècle.

### Paléontologie
En 1979, un squelette postcrânien partiel d'un pliosauridé datant du Jurassique moyen est découvert par deux collecteurs de fossiles au sein de la carrière de Grève, aujourd'hui abandonné et inaccessible. Soucieux de la conservation du spécimen, les découvreurs en font don à la Communauté de communes du Thouarsais en 2001, d'où il obtient le surnom de « spécimen du Thouarsais ». En retour, la communauté fourni les moyens d'extraire le squelette de sa matrice de calcaire et de l'exposer au public, la préparation étant effectuée à Thouars en 2006. C'est en 2024 que ce squelette est formellement décrit et classé comme un spécimen de Liopleurodon ferox, le fossile étant jugée comme étant l'un des spécimens les plus complets connus, en plus d'être le plus complet à avoir été découvert en France.